# Tsugutoshi Ōishi
Tsugutoshi Ōishi (japanisch 大石 治寿 Ōishi Tsugutoshi; * 25. September 1989 in Yokohama) ist ein japanischer Fußballspieler.

## Karriere
Ōishi erlernte das Fußballspielen in der Schulmannschaft der Shizuoka Gakuen High School und der Universitätsmannschaft der Kanagawa-Universität. Seinen ersten Vertrag unterschrieb er 2009 beim FC Kariya. Für den Verein absolvierte er 62 Ligaspiele. 2014 wechselte er zum Drittligisten Fujieda MYFC. Für den Verein absolvierte er 59 Ligaspiele. 2016 wechselte er zum Ligakonkurrenten Tochigi SC. Für den Verein absolvierte er 30 Ligaspiele. 2017 wechselte er zum Zweitligisten Renofa Yamaguchi FC. Für den Verein absolvierte er 30 Ligaspiele. 2019 wechselte er zum Drittligisten SC Sagamihara. Für den Verein absolvierte er 30 Ligaspiele. 2020 wechselte er zu seinem ehemaligen Verein Fujieda MYFC. Am Ende der Saison feierte er mit dem Verein die Vizemeisterschaft der Liga sowie den Aufstieg in die zweite Liga. Für den Verein aus Fujieda bestritt er 65 Ligaspiele. Nach dem Aufstieg verließ er den Verein und schloss sich dem Fünftligisten Fukui United FC. Mit Fukui spielt er in der Hokushin'etsu Football League (Div.1).

## Erfolge
Fujieda MYFC
- Japanischer Drittligavizemeister: 2022  ▲